# Owjī Tālār
Owjī Tālār (persiska: اُجی تالار, Ojī Tālār, اوجی تالار, Ūchītālār, وچيتالار) är en ort i Iran.   Den ligger i provinsen Mazandaran, i den norra delen av landet, 150 km nordost om huvudstaden Teheran. Owjī Tālār ligger 9 meter över havet och antalet invånare är 264.
Terrängen runt Owjī Tālār är platt. Runt Owjī Tālār är det ganska tätbefolkat, med 96 invånare per kvadratkilometer. Närmaste större samhälle är Babol, 10,3 km väster om Owjī Tālār. Trakten runt Owjī Tālār består till största delen av jordbruksmark.